# 维也纳国际世界语博物馆
国际世界语博物馆（英語：Esperanto Museum and Collection of Planned Languages）是一座位于奥地利的首都维也纳的博物馆，属于奥地利国家图书馆。

## 历史
1929年8月1日，国际世界语博物馆举行了隆重的落成仪式，奥地利总统Wilhelm Miklas、首相、教育部长等各界人士和600多位世界语者出席。国际世界语博物馆的创办人是Hugo Steiner（1878-1969），曾任奥地利世界语协会主席。国际世界语博物馆收藏着大量的世界语图书、图片、磁带、纪念品、音像资料等等，是国际上最权威的世界语资料中心之一。
2005年，国际世界语博物馆由奥地利霍夫堡皇宫（Hofburg）迁到位于维也纳市中心Mollard宫的新址。